# The Toxic Avenger (DJ)
The Toxic Avenger ist der Künstlername des aus Paris kommenden französischen Musikers und DJs Simon Delacroix (* 18. April 1982).

## Biografie
Anfang der 2000er war Simon Delacroix Mitglied der Hip-Hop-Gruppe Ed Wood Is Dead. Passend zum Bandnamen und zu seiner Vorliebe für B-Filme benannte er sich damals nach dem US-Spielfilm Atomic Hero, der im Original The Toxic Avenger heißt. Als DJ trat er erstmals 2007 mit einer Produktion, der Single Superheroes, in Erscheinung. Anfangs versteckte er sich noch hinter einer weißen Maske mit rotem Streifenmuster. Das US-Magazin Rolling Stone nahm ihn in seine "Artists-to-Watch"-Liste von vielversprechenden Musikern auf. Seitdem war er für Künstler wie MSTRKRFT, Benny Benassi und Public Enemy als Remixer tätig und veröffentlichte erfolgreich eigene Produktionen, darunter zwei Alben, die es in Frankreich in die Top-200-Albumcharts schafften.

## Diskografie
Alben
- Scion (2009)
- Angst (2011)
- Romance and Cigarettes (2013)
- Globes (2019)
- Midnight Resistance (2020)

Lieder
- Superheroes (2007)
- Toxic Is Dead (2009)
- N'importe comment (featuring Orelsan, 2010)
- Alien Summer (featuring Annie, 2011)
- Angst (2011)
- Artificial Lights (featuring Disiz, 2013)

Andere Lieder
- "Make this Right", "Make this Right (Remix)" und "My Only Chance" für den Soundtrack von Furi (2016)